# Ocampo (Guanajuato)
Ocampo (Guanajuato) é um município do estado de Guanajuato, no México. O município de Ocampo tem uma superfície territorial de 1 132 km2, o que representa 3,7% da superfície total do estado de Guanajuato. Esse município tem ao norte o estado de San Luis Potosí; ao sul e leste o município de San Felipe; e ao oeste o estado de Jalisco.